# ТЕС Прагаті III
28°47′46″ пн. ш. 77°4′14″ сх. д. / 28.79611° пн. ш. 77.07056° сх. д.
ТЕС Прагаті III – теплова електростанція у Індії, на території Національної столичної території Делі.
В 2010 – 2014 роках на майданчику станції стали до ладу два однотипні парогазові блоки комбінованого циклу потужністю по 750 МВт. У кожному з них дві газові турбіни потужністю по 250 МВт живлять через відповідну кількість котлів-утилізаторів одну парову турбіну з показником 250 МВт.
За іншими даними, потужність газових турбін становить по 216 МВт, а парових – по 253 МВт, що забезпечує загальну потужність станції на рівні 1371 МВт (можливо відзначити, що в умовах спекотного клімату фактична потужність газових турбін менша за номінальну).
Станція використовує природний газ, який може надходити в район Делі по газопроводах Віджайпур – Дадрі та Аурая – Дадрі. 
Для охолодження та інших технологічних потреб використовують воду зі стічних споруд Делі, яка проходить необхідну очистку та підготовку. Відпрацьована вода скидається у річку Джамна.